# Natation artistique aux Jeux olympiques d'été de 2020
Navigation
Rio 2016 Paris 2024
Les compétitions de natation synchronisée aux Jeux olympiques d'été de 2020 devaient se dérouler du 3 au 8 août 2020 au Centre aquatique olympique de Tokyo, et ont été reportées du 2 au 7 août 2021.

## Épreuves
Deux épreuves de natation synchronisée sont au programme, exclusivement féminines :
- Duo
- Ballet

## Calendrier
| Q | Qualification | F | Finale |

| Date   | Lun 2 | Mar 3 | Mar 4 | Jeu 5 | Ven 6 | Sam 7 |
| ------ | ----- | ----- | ----- | ----- | ----- | ----- |
| Duo    | Q     | Q     | F     |       |       |       |
| Ballet |       |       |       |       | Q     | F     |

## Résultats

### Duo

#### Qualifications
| Rang | Pays | Nageuses | Technique | Libre | Total |
| ---- | ---- | -------- | --------- | ----- | ----- |

#### Finale
| Classement                          | Pays        | Nom                                          | Points   |
| ----------------------------------- | ----------- | -------------------------------------------- | -------- |
| Médaille d'or, Jeux olympiques      | ROC         | Svetlana Kolesnichenko Svetlana Romashina    | 195.9079 |
| Médaille d'argent, Jeux olympiques  | Chine       | Huang Xuechen Sun Wenyan                     | 192.4499 |
| Médaille de bronze, Jeux olympiques | Ukraine     | Marta Fiedina Anastasiya Savchuk             | 189.4620 |
| 4                                   | Japon       | Yukiko Inui Megumu Yoshida                   | 187.8166 |
| 5                                   | Canada      | Claudia Holzner Jacqueline Simoneau          | 184.4798 |
| 6                                   | Italie      | Linda Cerruti Costanza Ferro                 | 183.5702 |
| 7                                   | Autriche    | Anna-Maria Alexandri Eirini-Marina Alexandri | 182.1773 |
| 8                                   | France      | Charlotte Tremble Laura Tremble              | 176.9807 |
| 9                                   | Pays-Bas    | Bregje de Brouwer Noortje de Brouwer         | 176.1612 |
| 10                                  | Espagne     | Alisa Ozhogina Iris Tio Casas                | 175.5948 |
| 11                                  | Biélorussie | Vasilina Khandoshka Daria Kulagina           | 175.0101 |
| 12                                  | Mexique     | Nuria Diosdado Joana Jimenez                 | 173.1857 |

### Ballet
| Classement                          | Pays      | Nageuses | Technique | Libre   | Total    |
| ----------------------------------- | --------- | --- | --------- | ------- | -------- |
| Médaille d'or, Jeux olympiques      | ROC       | Vlada Chigireva, Marina Goliadkina, Svetlana Kolesnichenko, Polina Komar, Alexandra Patskevich, Svetlana Romashina, Alla Shishkina, Maria Shurochkina                     | 97.2979   | 98.8000 | 196.0979 |
| Médaille d'argent, Jeux olympiques  | Chine     | Feng Yu, Guo Li, Huang Xuechen, Liang Xinping, Sun Wenyan, Wang Qianyi, Xiao Yanning, Yin Chengxin                                                                        | 96.2310   | 97.3000 | 193.5310 |
| Médaille de bronze, Jeux olympiques | Ukraine   | Maryna Aleksiiva, Vladyslava Aleksiiva, Marta Fiedina, Kateryna Reznik, Anastasiya Savchuk, Alina Shynkarenko, Kseniya Sydorenko, Yelyzaveta Yakhno                       | 94.2685   | 96.0333 | 190.3018 |
| 4                                   | Japon     | Juka Fukumura, Yukiko Inui, Moeka Kijima, Okina Kyogoku, Mayu Tsukamoto, Akane Yanagisawa, Mashiro Yasunaga, Megumu Yoshida                                               | 93.3773   | 94.9333 | 188.3106 |
| 5                                   | Italie    | Beatrice Callegari, Domiziana Cavanna, Linda Cerruti, Francesca Deidda, Costanza Di Camillo, Costanza Ferro, Gemma Galli, Enrica Piccoli                                  | 91.3372   | 92.8000 | 184.1372 |
| 6                                   | Canada    | Emily Armstrong, Rosalie Boissonneault, Andrée-Anne Côté, Camille Fiola-Dion, Claudia Holzner, Audrey Joly, Halle Pratt, Jacqueline Simoneau                              | 91.4992   | 92.5333 | 184.0325 |
| 7                                   | Espagne   | Ona Carbonell, Berta Ferreras, Meritxell Mas, Alisa Ozhogina, Paula Ramírez, Sara Saldaña, Iris Tió, Blanca Toledano                                                      | 90.3780   | 91.5333 | 181.9113 |
| 8                                   | Égypte    | Laila Ali, Nora Azmy, Hanna Hiekal, Maryam Maghraby, Farida Radwan, Nehal Saafan, Shahd Samer, Jayda Sharaf                                                               | 77.9147   | 80.0000 | 157.9147 |
| 9                                   | Australie | Carolyn Rayna Buckle, Hannah Burkhill, Kiera Gazzard, Alessandra Ho, Kirsten Kinash, Rachel Presser, Emily Rogers, Amie Thompson                                          | 75.6351   | 77.3667 | 153.0018 |
| 10                                  | Grèce     | Maria Alzigkouzi Kominea, Eleni Fragkaki, Krystalenia Gialama, Pinelopi Karamesiou, Andriana Misikevych, Evangelia Papazoglou, Evangelia Platanioti, Georgia Vasilopoulou | DNS       | DNS     | DNS      |

## Tableau des médailles
| Rang  | Nation  | Or | Argent | Bronze | Total |
| ----- | ------- | -- | ------ | ------ | ----- |
| 1     | ROC     | 2  | 0      | 0      | 2     |
| 2     | Chine   | 0  | 2      | 0      | 2     |
| 3     | Ukraine | 0  | 0      | 2      | 2     |
| Total | Total   | 2  | 2      | 2      | 6     |